# 畑田重夫
畑田 重夫（はただ しげお、1923年〈大正12年〉9月5日 - 2022年〈令和4年〉11月22日）は、日本の国際政治学者、政治評論家、平和運動家。平和・民主・革新の日本をめざす全国の会代表世話人。1980年代から1990年代にかけて東京都知事選挙に出馬したことでも知られる。

## 来歴
京都府生まれ。東京帝国大学に入学し、在学中20歳で学徒出陣となるが、その際学友の乗っていた船が撃沈され全員が死亡した。1945年9月、東京大学法学部に復学し卒業。
内務省を経て1962年まで名古屋大学助教授を務め、以後は労働者教育協会会長や勤労者通信大学学長などを歴任。
1987年、1991年の各東京都知事選挙に無所属（日本共産党推薦）で出馬するも落選。1987年には都政問題研究所を立ち上げ所長となる。2021年の時点でも、平和及び労働運動に関する講演を全国各地で行っていた。『しんぶん赤旗』紙上にてエッセイ「憲法と生きる」を連載。
2022年11月22日に老衰のため死去したことが、『しんぶん赤旗』によって報道された。

## 人物
シベリア抑留について「強制労働という言葉を使う人がいますが、働いてノルマをさえはたせば食糧を配給してくれるというのが実態であり、それを日本にいた当時は、土方のような仕事をしていた人や、失業者であった人たちは、『ソ連という国は天国だよ。働きさえすればちゃんと食えるんだから』といいますし、仕事もしないで親のスネをかじっていたオ坊ッちゃんめいた人は『強制労働をやらせやがった』という表現をとるのです。」と発言した。

## 主著

### 単著
- 『新安保体制論』青木書店、1966年。NDLJP:2975921。
- 『民族と民族問題』新日本出版社、1967年。NDLJP:2992181。
- 『共産主義のはなし』日本青年出版社、1968年。NDLJP:3446528。
- 『学生運動と統一戦線の思想』汐文社、1969年。NDLJP:12121368。
- 『青年と軍国主義』日本青年出版社、1971年。NDLJP:12014017。
- 『安保のすべて』学習の友社、1981年7月。NDLJP:12018838。
- 『日米韓“運命共同体”と教科書問題』（あゆみ出版、1983年6月）
- 『PKO法と安保』（学習の友社、1992年12月）
- 『戦後50年の原点 - 歴史の転換点にたって』（学習の友社、1995年4月）
- 『安保問題のすべて - 安保大改悪と日米共同宣言』（学習の友社、1996年6月）
- 『自動参戦・列島総動員の新「ガイドライン」―安保・有事立法・改憲策動』（学習の友社、1997年11月）
- 『どうみる新しい内外情勢 - 畑田重夫大いに語る』（学習の友社、2010年2月）

### 共著
- 『現代朝鮮論』（勁草書房、1966年）藤島宇内との共著
- 『日本の未来と安保』（学習の友社、1967年）北田寛二との共著
- 『朝鮮問題と日本』（新日本出版社、1968年）川越敬三との共著
- 『70年闘争とアジアの未来』（新日本出版社、1969年）川端治、唐沢敬との共著
- 『国際勝共連合 - その「理論」と危険なねらい』（学習の友社、1979年1月）山科三郎との共著
- 『日本の防衛 - 青年をねらう80年代安保』（学習の友社、1980年6月）熊倉啓安との共著